# Narsarsukita
La narsarsukita és un mineral de la classe dels silicats. Rep el seu nom de la seva localitat tipus.

## Característiques
La narsarsukita és un inosilicat de fórmula química Na₄(Ti,Fe)₂[Si₈O20](O,OH,F)₂. Cristal·litza en el sistema tetragonal. La seva duresa a l'escala de Mohs és 7.
Segons la classificació de Nickel-Strunz, la narsarsukita pertany a «09.DJ - Inosilicats amb 4 cadenes dobles i triples periòdiques» juntament amb els següents minerals: laplandita-(Ce), caysichita-(Y), seidita-(Ce), carlosturanita i jonesita.

## Formació i jaciments
Va ser descoberta l'any 1900 a la pegmatita de Narsaarsuk, a l'altiplà de Narsaarsuk, Igaliku (Kujalleq, Groenlàndia), on sol trobar-se associada a altres minerals com: aegirina, microclina, albita, elpidita, epididimita, taeniolita, pectolina, calcita, galena, feldespat o quars.